# Aleksander Gierymski

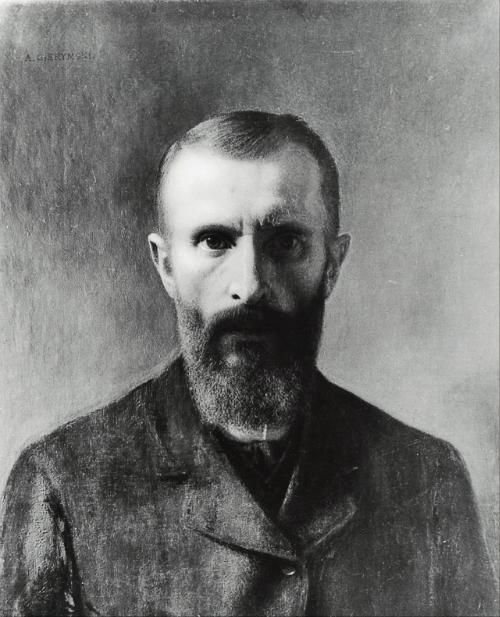
Selbstporträt (Öl auf Leinwand, 1900)

Aleksander Gierymski, eigentlich Ignacy Aleksander Gierymski (* 30. Januar 1850 in Warschau; † zwischen 6. und 8. März 1901 in Rom) war ein polnischer Maler sowie ein jüngerer Bruder von Maksymilian Gierymski.

## Leben
Nach dem Abitur in Warschau wurde Gierymski Schüler an der Warschauer Kunstschule bei Rafał Hadziewicz. Von 1868 bis 1872 studierte er an der Akademie der Bildenden Künste München bei Carl Theodor von Piloty und Hermann Anschütz. Seine Diplomarbeit „Der Kaufmann von Venedig“ wurde mit einer Goldmedaille ausgezeichnet. Die Jahre 1873/74 verbrachte Gierymski in Italien, hauptsächlich in Rom. Dort entstanden seine frühen Bilder: „Römisches Gasthaus“ und „Moraspieler“, die er erfolgreich in Warschau ausstellte.
Von 1875 bis 1879 war Gierymski erneut in Rom tätig. Seine damaligen lichtdurchfluteten Bilder ähneln den Bildern der französischen Impressionisten, obwohl Gierymski ihre Werke noch nicht kannte.
Die Jahre 1879 bis 1888 verbrachte Gierymski in Warschau, wo seine besten Werke entstanden, wie „Die Jüdin mit Orangen“, „Sandgräber“ und „Das Fest der Trompeten“. Diese gesellschaftskritischen Bilder fanden keine Anerkennung beim Warschauer Publikum. Überdrüssig verließ er 1888 Warschau und wanderte nach Deutschland und Frankreich aus.
Er schuf damals viele nächtliche Stadtansichten.
Er kehrte 1893 zurück nach Polen, wo er in Krakau über eine Professur an der dortigen Akademie der Schönen Künste verhandelte. Damals entstand das Bild „Der Bauernsarg“. 1895 verließ er das Land wieder.
Die letzten Lebensjahre verbrachte Gierymski in Italien. Dort verstarb er geisteskrank.

## Nachruhm
Alexander Gierymskis Meisterwerk „Die Jüdin mit den Orangen“ erschien am 26. November 2010 unerwartet auf der Auktion der Firma Kunst- und Auktionshaus Eva Aldag in Buxtehude. Das Gemälde aus dem Jahr 1875 (Öl auf Leinwand, 65 × 54 cm), seit 1928 im Besitz des polnischen Nationalmuseums Warschau, war seit dem Zweiten Weltkrieg verschollen.

## Galerie

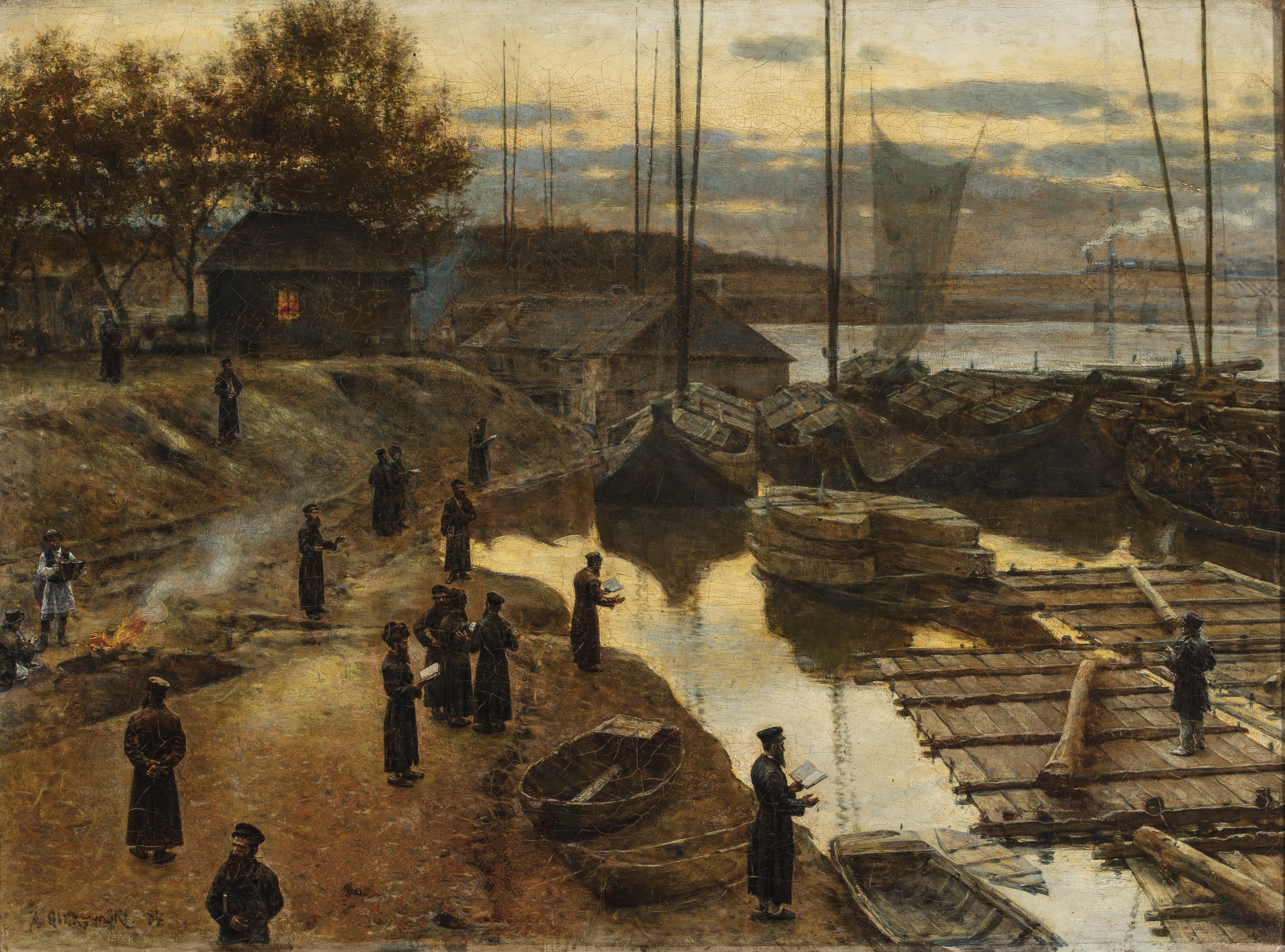
Das Fest der Trompeten (Rosch ha-Schana) (1884)
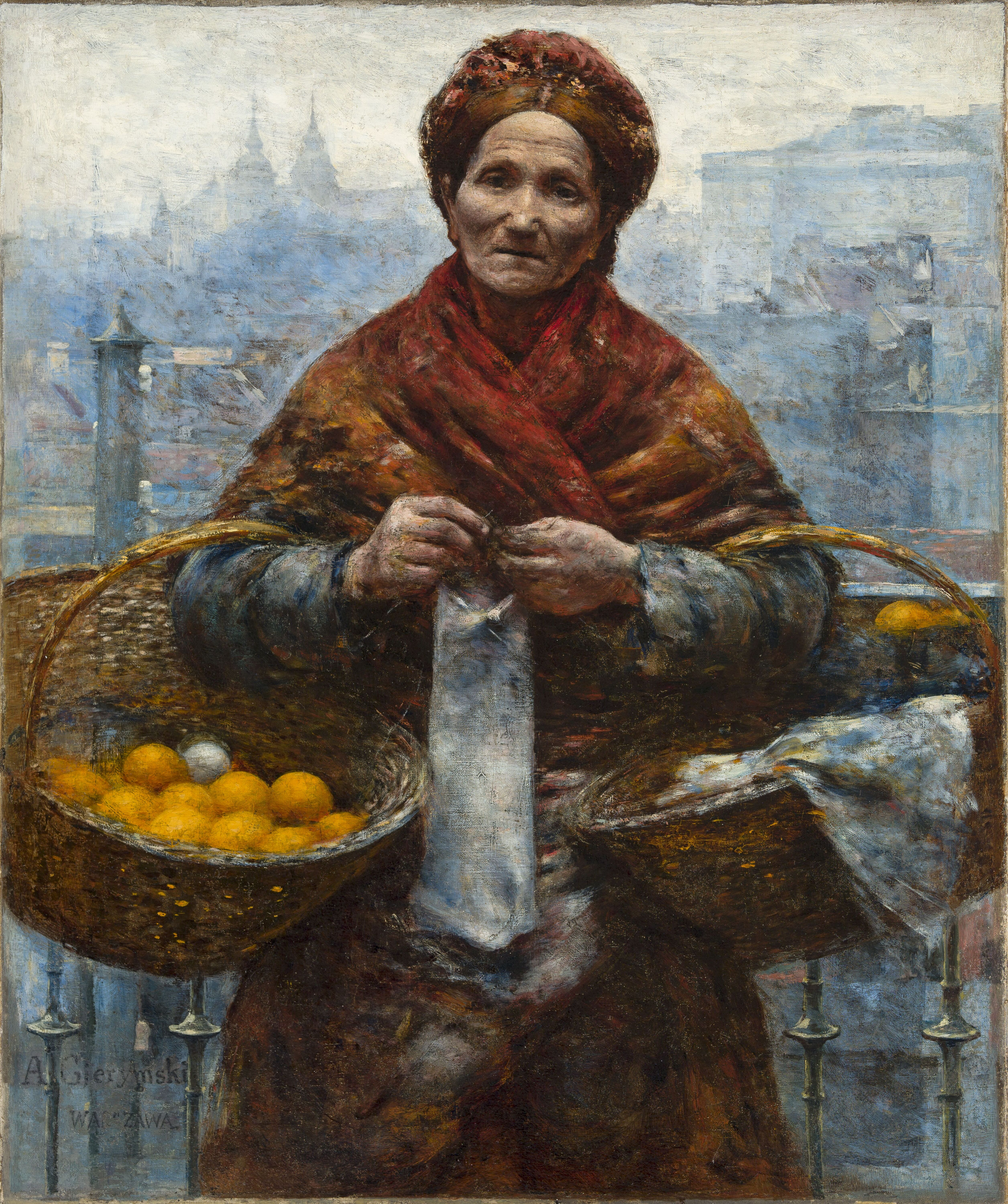
Die Jüdin mit den Orangen (1880–81)
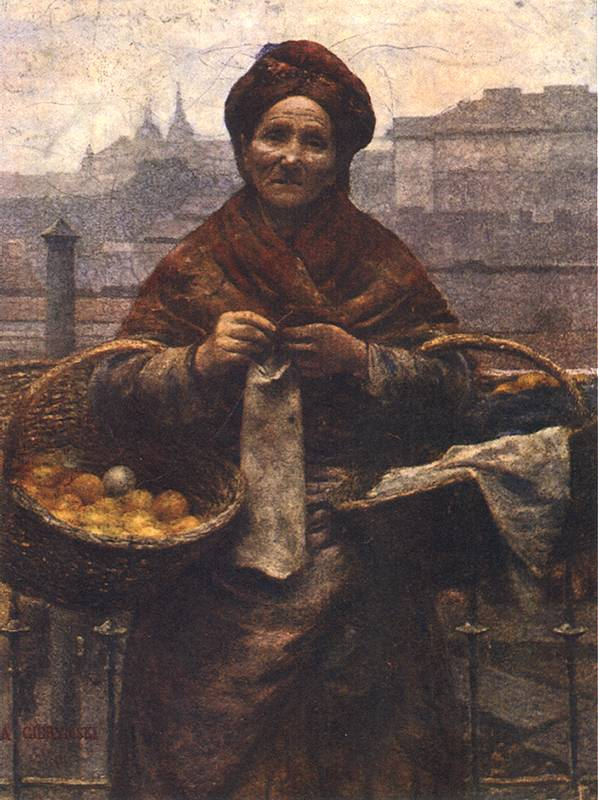
Die Jüdin mit den Zitronen (1881)
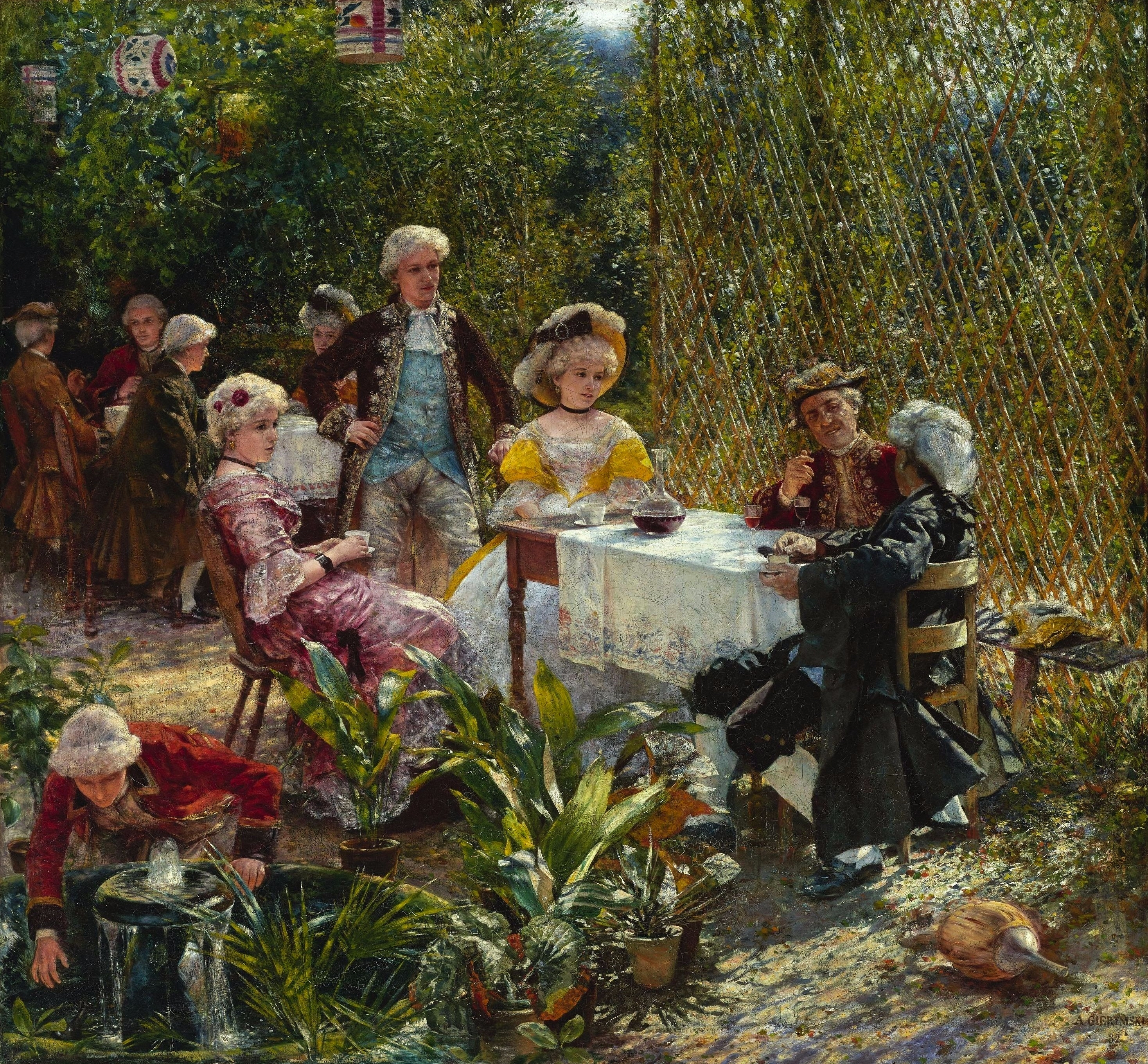
Die Gartenlaube (1882)
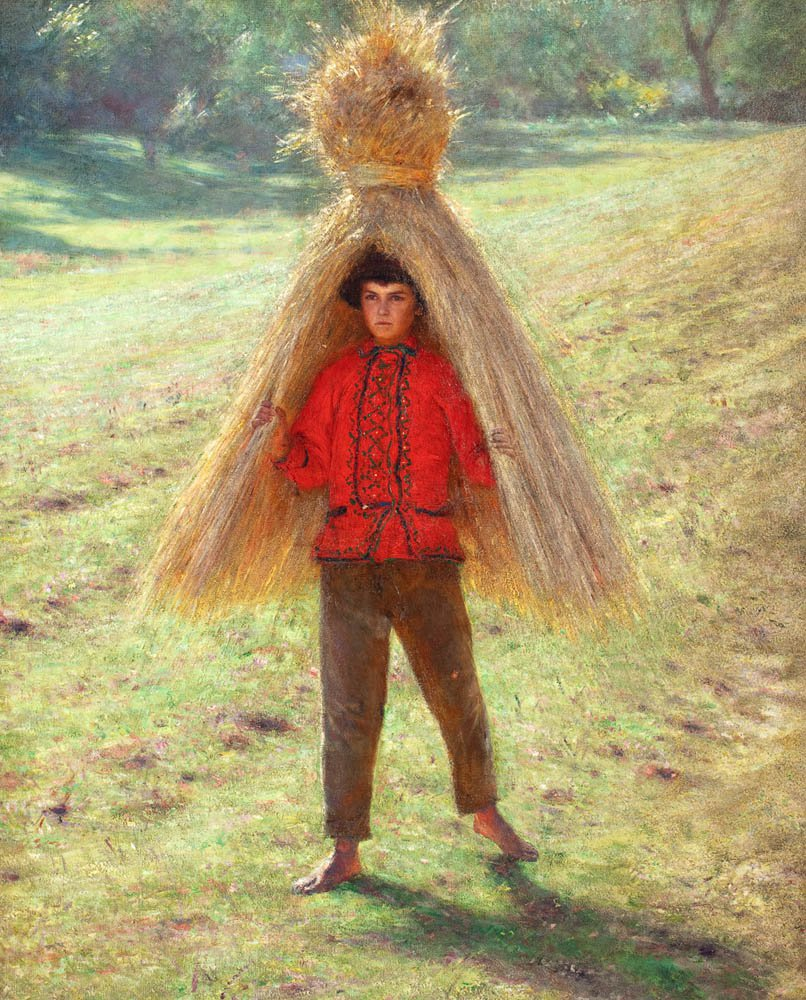
Der Junge mit der Garbe (1895)
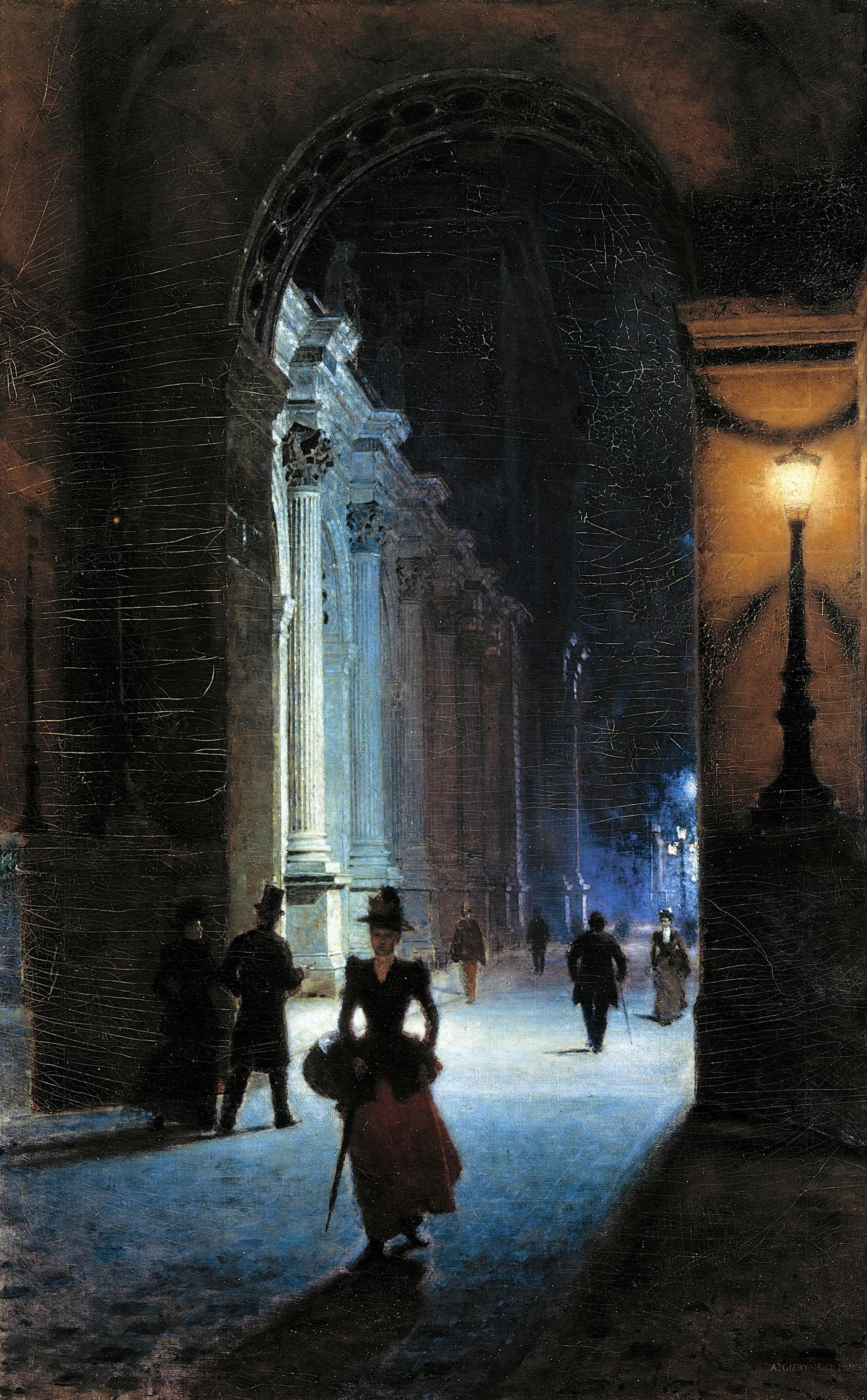
Louvre in der Nacht (1892)
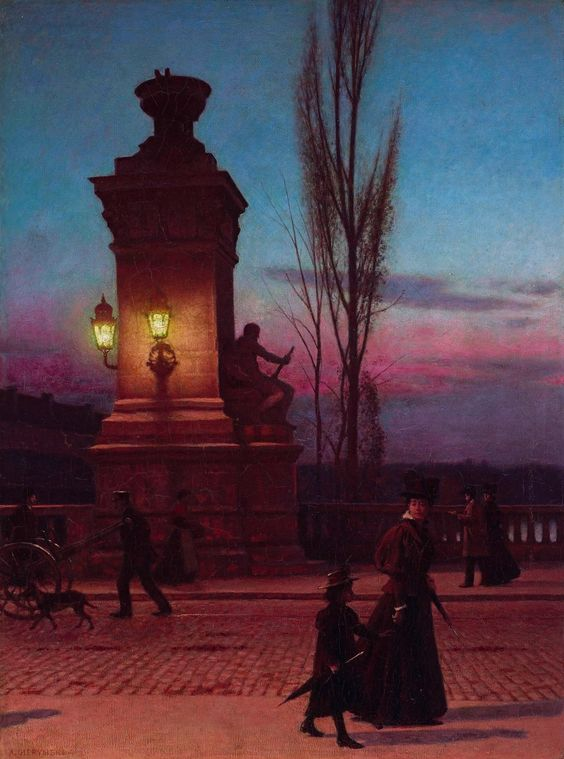
Die Brücke in München (1895)
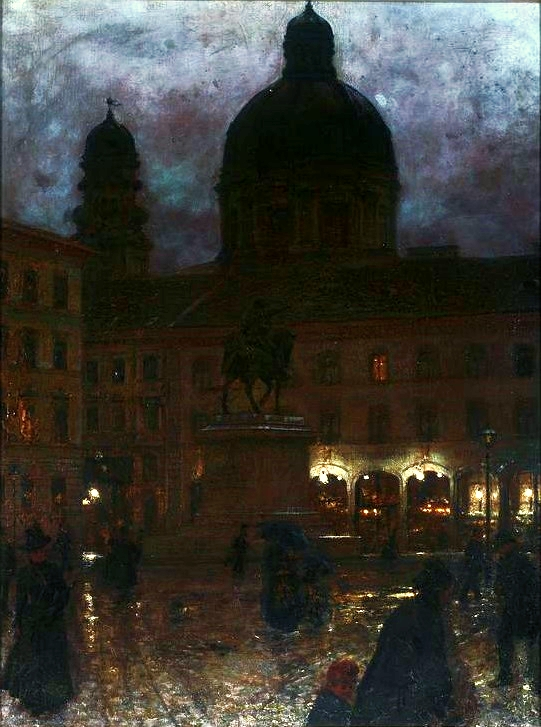
Wittelsbachplatz nachts (1892)
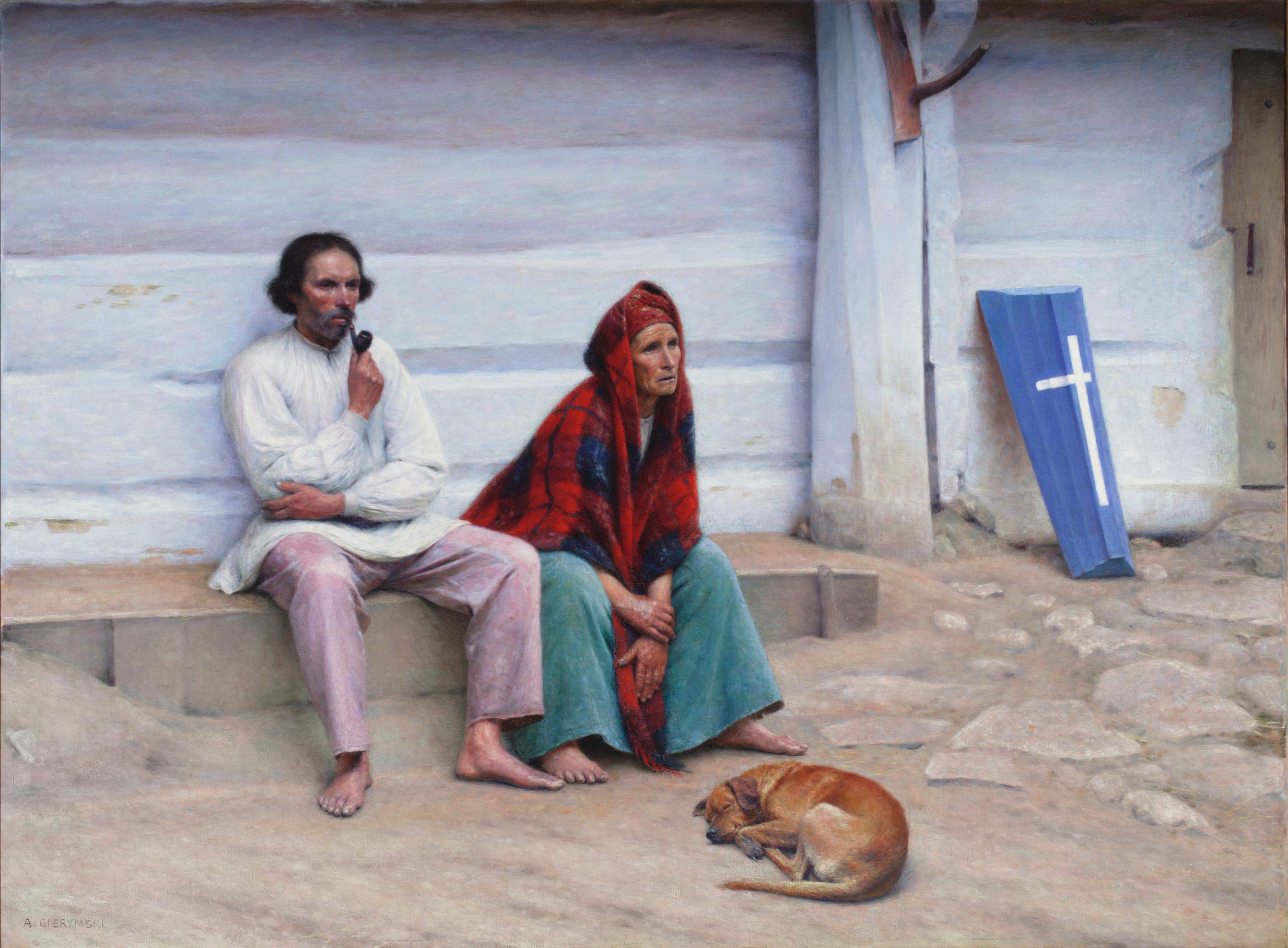
Der Bauernsarg (1895)